# Калиматов, Алихан Макшарипович
Алиха́н Макшари́пович Калима́тов (ингуш. Келаматанаькъан Макшарипа ӏалихан; род 18 апреля 1969, станица Орджоникидзевская, Чечено-Ингушская АССР — 17 сентября 2007, Назрань) — сотрудник оперативно-розыскного управления Службы по защите конституционного строя и борьбе с терроризмом ФСБ России, подполковник.

## Биография
Родился 18 апреля 1969 года в станице Орджоникидзевская Сунженского района Чечено-Ингушской АССР (ныне — Республика Ингушетия) в многодетной семье. Ингуш. В 1986 году окончил среднюю школу № 4 станицы Слепцовской. В 1987—1989 годах проходил срочную воинскую службу на территории Монгольской Народной Республики. В запас ушёл с должности старшины роты в звании старшего сержанта.
В 1991 году после августовских событий и провозглашения независимой Чеченской Республики Ичкерия он включился в общественно-политическую жизнь Ингушетии. Стал членом и председателем Сунженского отделения общественного объединения «Народный совет», который затем был преобразован в Координационный Совет ингушского народа. При его активном участии в течение 1991 года был проведён референдум в районах компактного проживания ингушей об образовании Республики Ингушетия в составе Российской Федерации. В качестве командира народного ополчения А. М. Калиматов участвовал в вооружённом сопротивлении незаконным формированиям, которые силовыми методами препятствовали проведению референдума в Ингушетии.
Будучи командиром народного ополчения, он входил в Организационный комитет от Сунженского района по избранию первого президента Республики Ингушетия. В 1993—1994 годах принимал участие в переговорах между общественными организациями и объединениями Республики Северная Осетия — Алания и Ингушетии под эгидой главы Временной администрации в республиках Северная Осетия — Алания и Ингушетия (в ранге заместителя председателя Правительства РФ) В. Д. Лозового. В 1993—1996 годах вице-президент Союза предпринимателей Северного Кавказа.
В 1996 году переехал в Самару. С 2000 года сотрудник Управления ФСБ России по Самарской области. С 1996 по 2003 год он заочно учился на юридическом факультете Самарского государственного университета. У него был индивидуальный график сдачи экзаменов, этого требовала специфика работы в ФСБ России: он нёс службу в горячих точках. Вместе со своими товарищами по управлению и коллегами из территориальных органов он постоянно находился в зоне проведения контртеррористических операций на Северном Кавказе.
В 2002 году для дальнейшего прохождения службы он был переведён в Москву в оперативно-розыскное управление Службы по защите конституционного строя и борьбе с терроризмом ФСБ России. В 2006—2007 годах за успешное выполнение специальных заданий на территории Северного Кавказа он дважды был представлен к награждению орденом Мужества. Материалы, получаемые им в оперативной работе, неоднократно докладывались руководству ФСБ России. Его информация всегда носила чёткий и выверенный характер, объективно отражала сложные процессы, проходящие в политической, социальной и экономической жизни северокавказских республик.
17 сентября 2007 года в 17 часов 30 минут А. М. Калиматов встречался со своим товарищем в кафе «Вайнах», расположенном около федеральной трассы в районе села Гази-Юрт Назрановского района Республики Ингушетия. После разговора он сел в свою машину — и был тут же обстрелян неизвестными лицами. От полученных ран он скончался в городской больнице города Назрани. При проведении следственных действий в его теле было обнаружено 15 пуль (в его автомашине насчитали более 130 пулевых пробоин, выпущенных из стрелкового оружия разного калибра). Его товарищ выжил, хотя был тяжело ранен.
На следующий день А. М. Калиматов с соблюдением всех мусульманских традиций и обычаев был похоронен на родовом кладбище около села Галашки Сунженского района Ингушетии.
Указом Президента Российской Федерации № 1468 от 4 ноября 2007 года за героизм, мужество и отвагу, проявленные в условиях, сопряжённых с риском для жизни, большой вклад, внесённый в дело обеспечения безопасности страны, подполковнику Калиматову Алихану Макшариповичу присвоено звание Героя Российской Федерации (посмертно).
22 декабря 2009 года директор ФСБ России генерал армии А. В. Бортников передал на вечное хранение медаль «Золотая Звезда» и Грамоту Героя Российской Федерации А. М. Калиматова вдове Лидии Мурадовне и сыну Алику.
Сегодня доподлинно известно, что убийство А. М. Калиматова было спланированной операцией по его ликвидации.Случилось и предательство среди тех, кого он считал своими соратниками по борьбе с терроризмом.
Подполковник. Награждён орденом Мужества (10.09.2001), медалями, в том числе «За участие в контртеррористической операции» (2004, ФСБ России). Удостоен благодарности директора ФСБ России (2002).
Приказом руководителя Службы по защите конституционного строя и борьбе с терроризмом ФСБ России в конце 2007 года он был навечно зачислен в списки воинской части. Мемориальные доски открыты на главном корпусе Самарского государственного университета и на здании школы № 4 станицы Слепцовской, где он учился, а также в Москве в служебном помещении Службы по защите конституционного строя и борьбе с терроризмом ФСБ России.